# WordPress.com
O WordPress.com é um serviço provedor de hospedagem de blogs pertencente a Automattic, e desenvolvido com o software de código aberto WordPress. Este site oferece acesso gratuito de hospedagem de blogs e sites, para usuários registrados e é apoiado financeiramente através de upgrades pagos, de serviços "VIP" e por publicidade.
O site foi aberto para testadores beta em 8 de agosto de 2005 e aberto ao público em 21 de novembro de 2005. Ele foi inicialmente lançado como um serviço apenas por convite, embora em um estágio, contas também estavam disponíveis para os usuários do navegador da web Flock. Como em março de 2016, mais de 58 milhões de postagens foram publicadas mensalmente no serviço.
Não é necessário se registrar para ler ou comentar em blogs hospedados no site, exceto se isso for definido pelo proprietário do blog. O registro é necessário para ter ou postar em um weblog. Todos os recursos básicos e características originais do site são de uso gratuito. No entanto, algumas funcionalidades (incluindo editor de CSS, mapeamento de domínio, registro de domínio, remoção de anúncios, redirecionamento de site, envio de vídeo e atualizações de armazenamento) estão disponíveis apenas como opções pagas.
Nos sites do WordPress.com, todos os dias, mais de um milhão de novos artigos e mais de dois milhões de comentários são publicados. Alguns clientes notáveis incluem a CNN, CBS, BBC, Reuters, Sony, Fortune.com e Volkswagen. Estima-se que mais de 40% dos blogueiros da internet usam o WordPress como sua plataforma de publicação.
Em setembro de 2010, foi anunciado que o Windows Live Spaces, o serviço de blogs da Microsoft, seria encerrado, e que a Microsoft faria parceria com o WordPress.com para os serviços de blog.

## Publicidade
Os leitores de blog veem anúncios nas páginas do WordPress.com, embora o WordPress.com afirme que isso é raro. Os "Recursos que Você vai Adorar" na página diz que: "Para apoiar o serviço ocasionalmente, poderemos mostrar anúncios de texto do Google em seu blog, no entanto fazemos isso muito raramente."

## Censura
Em agosto de 2007, Adnan Oktar, um turco criacionista, conseguiu obter pela corte turca para o bloqueio do acesso à internet para o WordPress.com em toda a Turquia. Seus advogados argumentaram que os blogs no WordPress.com contêm material calunioso contra Oktar e seus colegas e que a equipe do WordPress.com não estava disposta a removê-lo.
O WordPress.com foi bloqueado na China, mas como outros sites, é intermitentemente desbloqueado e bloqueado.
Matt Mullenweg comentou: "O WordPress.com apoia a liberdade de expressão e não irá calar as pessoas para 'pensamentos e ideias desconfortáveis', na verdade estamos bloqueados em vários países por causa disso."